# Бедюм
Бедюм (нід. Bedum, Нідерландською: [ˈbeːdʏm] ( прослухати)) — село в нідерландській провінції Гронінген. Мало статус окремого муніципалітету до 1 січня 2019 року, відколи увійшло до складу новоствореного муніципалітету Гет-Гогеланд.
Його площа становить 25,03км², а населення станом на 2021 рік складало 8 650 осіб.

## Галерея

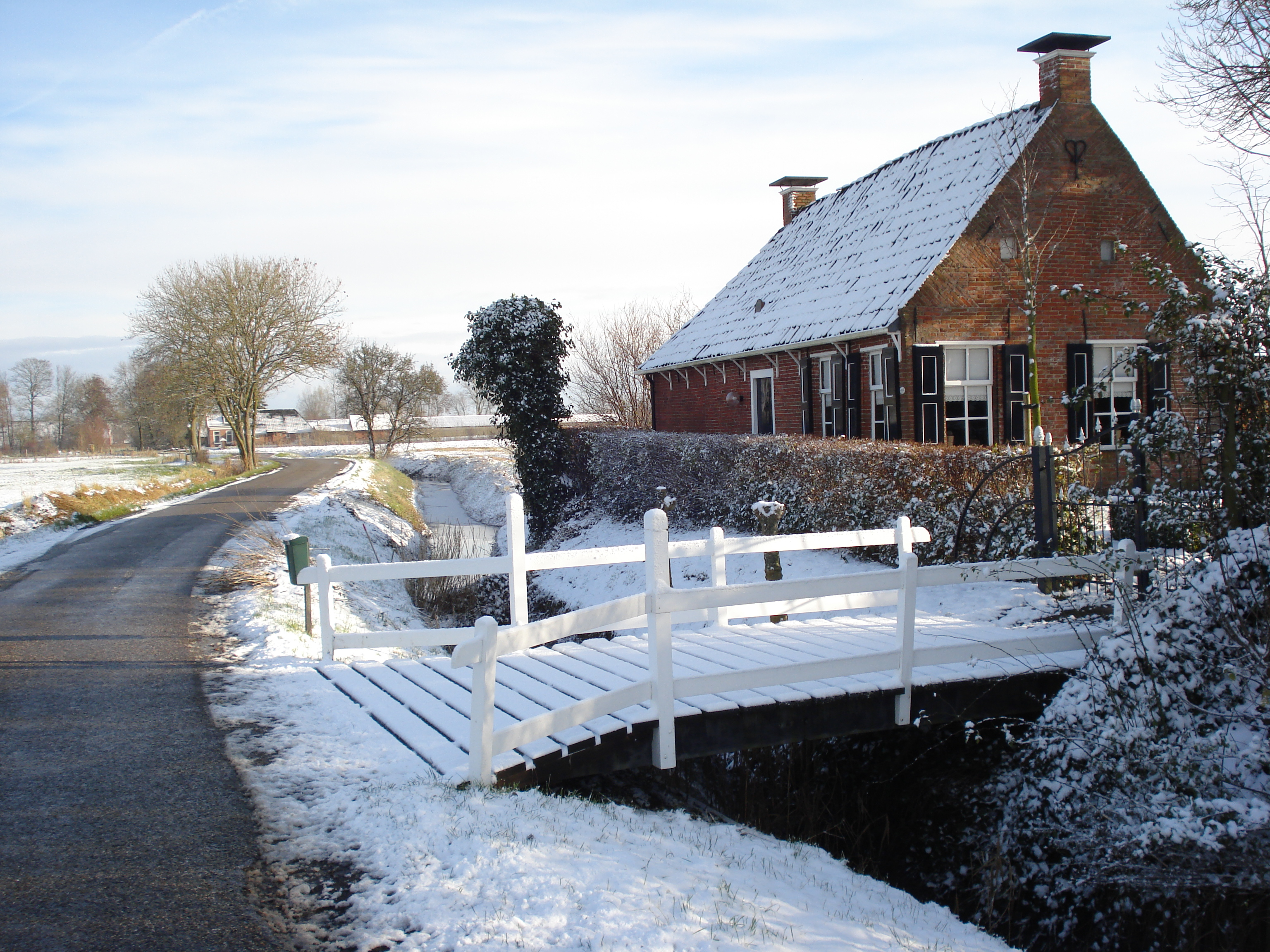
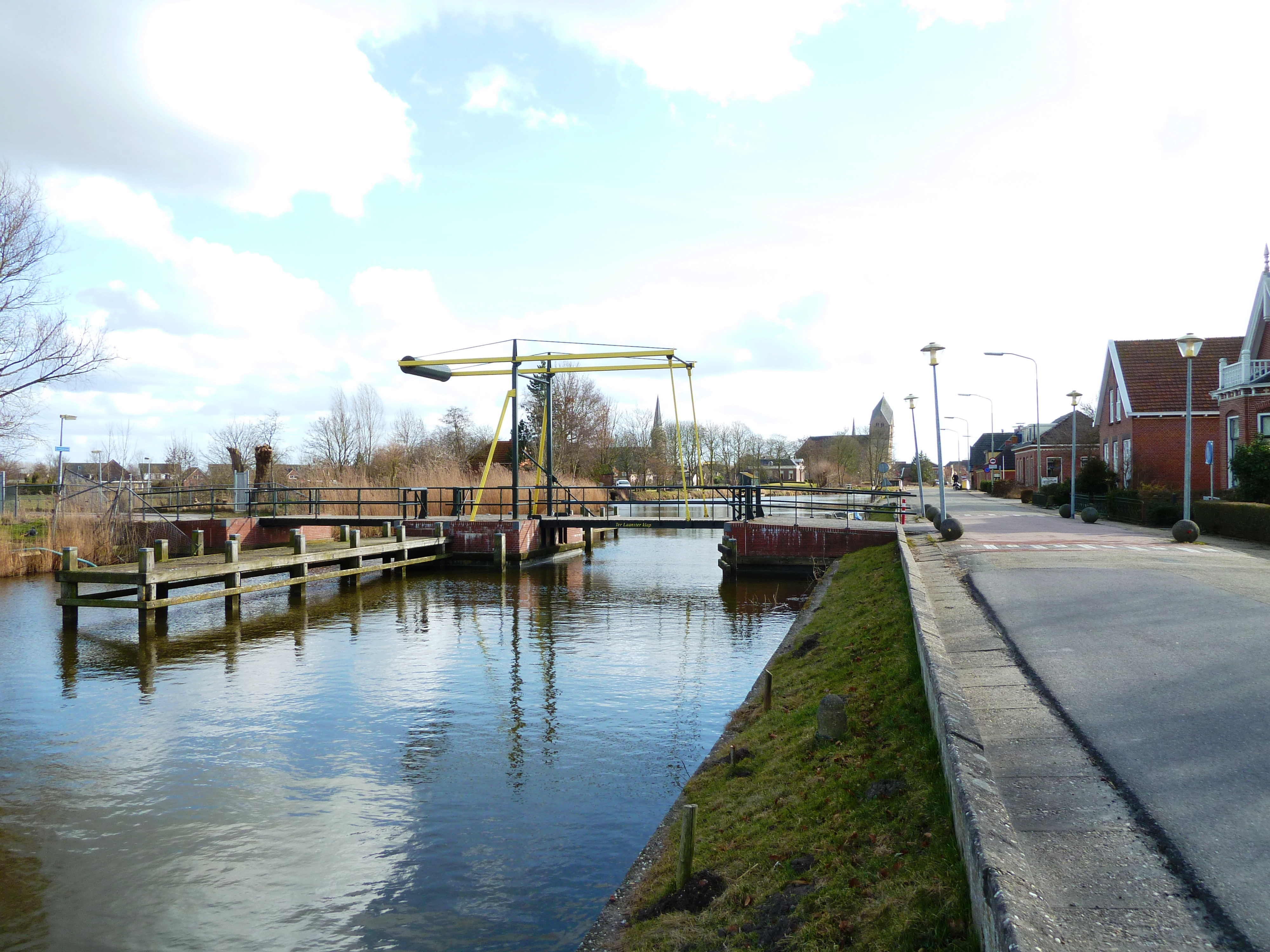
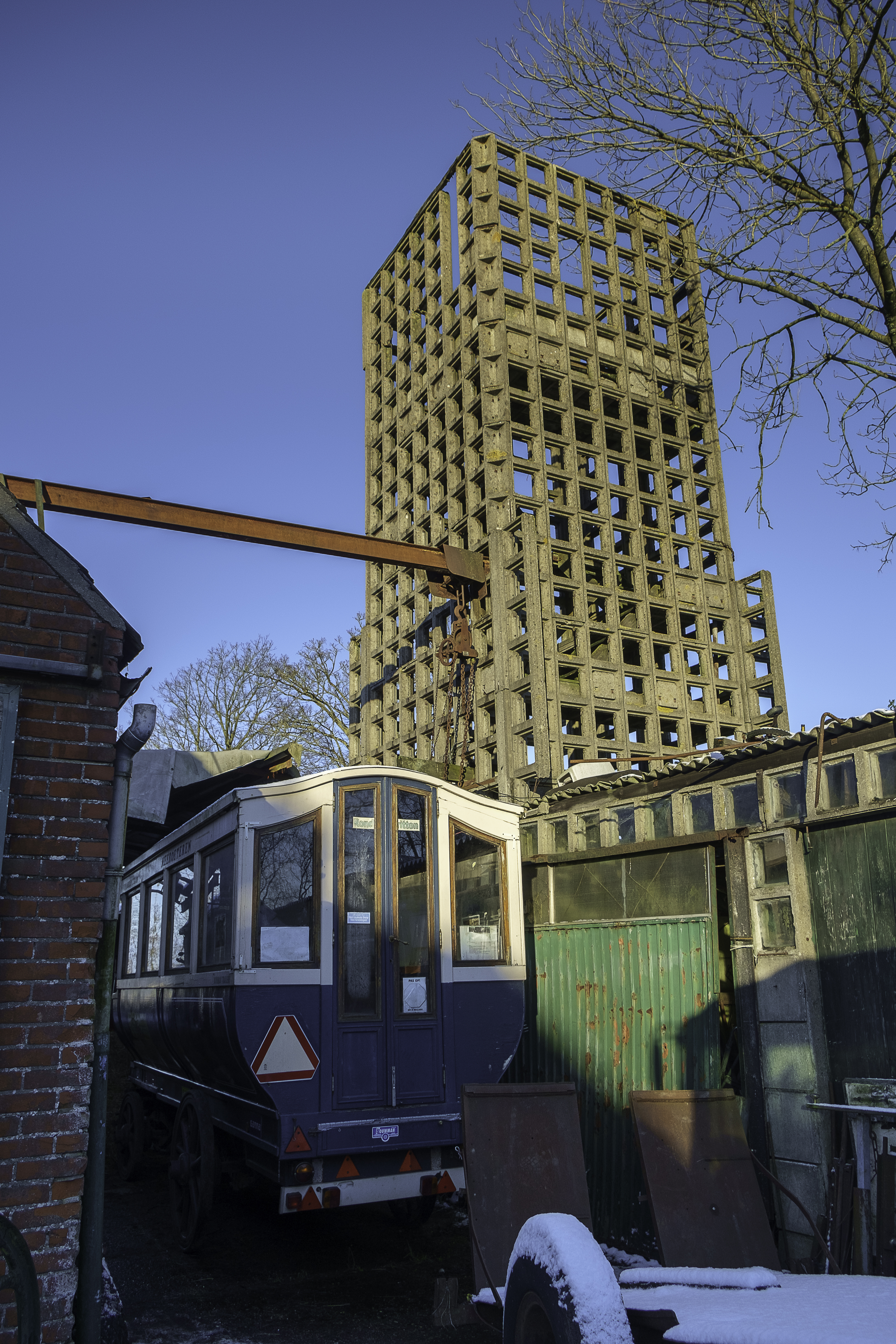

## Визначні уродженці
- Ар'єн Роббен (1984) — нідерландський футболіст